# شتاندارته (ألمانيا النازية)
في ألمانيا النازية، شتاندارتن (pl. كان Standarten) وحدة شبه عسكرية للحزب النازي وكتيبة العاصفة والفيلق الاشتراكي الوطني الالي وفيلق الاشتراكيين الوطنيين وشوتزشتافل. تُرجم الاسم حرفيًا على أنه «علم حرب الفيلقي»، ويشير الاسم إلى التشكيلات شبه العسكرية التي تشارك في التشكيلات والمسيرات. 

## كتيبة العاصفة

علم قيادة مركبة لسيارة ستاندارت، 1938-1945.

تم تنظيم كتيبة العاصفة في عدة مجموعات إقليمية كبيرة (Gruppen). كان لكل جروب ألوية تابعة له (بريجادين). من عام 1934 حتى عام 11945، كان المرؤوسون في كل لواء من 3 إلى 9 وحدات أصغر بحجم الفوج تدعى Standarten. تعمل كتيبة العاصفة-Standarten في كل مدينة ألمانية كبرى وتم تقسيمها إلى وحدات أصغر، تعرف باسم Sturmbanne (من 3 إلى 5 Sturmbanne لكل Standarte) و Stürme. 

## شوتزشتافل

علم قيادة لمركبة لـ "شوتزشتافل-ستاندرت34".

شوتزشتافل-ستاندرت هي الوحدة الأساسية في ألجيماينه إس إس. تم تنظيم ستاندرت في تشكيلات بحجم فوج لكل منها رقمه الخاص، ولكن تمت الإشارة إليها أيضًا بأسماء أخرى؛ عموما أعضاء شوتزشتافل أو الحزب النازي الذين قتلوا قبل حصول النازيين على السلطة الوطنية.  على سبيل المثال، تم تسمية شوتزشتافل-ستاندرت 18 في Königsberg باسم " Ostpreußen " بينما تم تسمية الـ شوتزشتافل-ستاندرت السادسة في برلين باسم " Graham Kämmer ".  كان هناك 127 شوتزشتافل-ستاندرت.  كانت رتبة ستاندارت ليدر هي رتبة ستاندارتفهرر (العقيد). 

## ستاندارت بارزة
- قوات الأمن الخاصة القياسية الأولى: الفوج الأول
- SA-Standarte Feldherrnhalle: وحدة النخبة لكتيبة العاصفة التي تحرس مختلف مكاتب مقر النازية، بما في ذلك المقر الرئيسي لكتيبة العاصفة نفسها.